# Malá Lodina
Malá Lodina – wieś (obec) na Słowacji położona w kraju koszyckim, w powiecie Koszyce-okolice. Pierwsze wzmianki o miejscowości pochodzą z roku 1386. 
W miejscowości jest stacja kolejowa Malá Lodina.
Według danych z dnia 31 grudnia 2012, wieś zamieszkiwało 181 osób, w tym 79 kobiet i 102 mężczyzn.
W 2001 roku pod względem narodowości i przynależności etnicznej 96,6% mieszkańców stanowili Słowacy, a 0,97% Węgrzy.
Ze względu na wyznawaną religię struktura mieszkańców kształtowała się w 2001 roku następująco:
- Katolicy rzymscy – 86,89%
- Grekokatolicy – 5,34%
- Ewangelicy – 3,88%
- Ateiści – 0,97%
- Nie podano – 2,91%